# Thankon Sawangphop
Thankon Sawangphop (thailändisch ธนากร สว่างภพ, * 3. Mai 1999), auch als Por bekannt, ist ein thailändischer Fußballspieler.

## Karriere
Thankon Sawangphop stand von 2020 bis Juli 2021 beim Kasetsart FC unter Vertrag. Vorher spielte er bei Satun United FC und Pattaya Discovery United. Kasetsart, ein Verein aus der thailändischen Hauptstadt Bangkok spielte in der zweiten Liga, der Thai League 2. Sein Zweitligadebüt für Kasetsart gab er am 16. September 2020 im Heimspiel gegen den Chiangmai United FC. Hier stand er in der Anfangsformation und wurde in der 59. Minute ausgewechselt. Für Kasetsart absolvierte er 12 Zweitligaspiele. Im Juni 2021 unterschrieb er einen Vertrag beim Songkhla FC. Mit dem Verein aus Songkhla spielte er in der dritten Liga. Hier trat man in der Southern Region der Liga an. Am 9. Dezember 2021 wechselte er wieder in die zweite Liga, wo er einen Vertrag beim Customs Ladkrabang United FC unterschrieb. In der Rückrunde stand er viermal für die Customs in der Liga auf dem Spielfeld. Zu Beginn der Saison 2022 unterschrieb er Ende August 2022 einen Vertrag beim Drittligisten Sisaket United FC. Mit dem Verein aus Sisaket spielte er 17-mal in der North/Eastern Region der Liga. Wo er von Sommer 2023 bis Dezember 2024 gespielt hat, ist unbekannt. Im Januar 2025 nahm ihn der in der Central Region spielende Drittligist Angthong FC unter Vertrag.